# Croagh Patrick
Croagh Patrick (irski: Cruach Phádraig) - izolirana konusna planina, koja je mjesto hodočašća.
Visoka je 764 m i nalazi se na zapadu Irske u okrugu Mayo. Planina je treća po visini u okrugu Mayo iza Mweelreje (814 m) i Nephina (806 m).
To je mjesto hodočašća povezano s kultom sveca zaštitnika Irske, sv. Patrika. Prema vjerovanjima, svetac je proveo 40 dana ovdje, kada je molio i postio tijekom korizme pripravljajući se za Uskrs. Postoji nekoliko legendi o planini. Prema jednoj legendi, sv. Patrik je otjerao sve zmije iz Irske na ovom mjestu. 
Svake godine, na hodočašće dolazi oko 60,000 ljudi, od kojih 15 do 20,000 dolaze na posljednju nedjelju u srpnju. U početku je hodočašće bilo na dan sv. Patrika, ali se premjestilo u ljeto, zbog puno ljepšeg vremena. 
Hodočasnici savladavaju tešku, stjenovitu rutu (neki od njih bosonogi), kako bi došli do vrha, na kojem se nalazi kapelica iz 1905. godine.

## Galerija
- početak staze s kipom sv. Patrika
- s istoka
- kapela sv. Patrika
- pogled s vrha